# Makar Jekmaljan

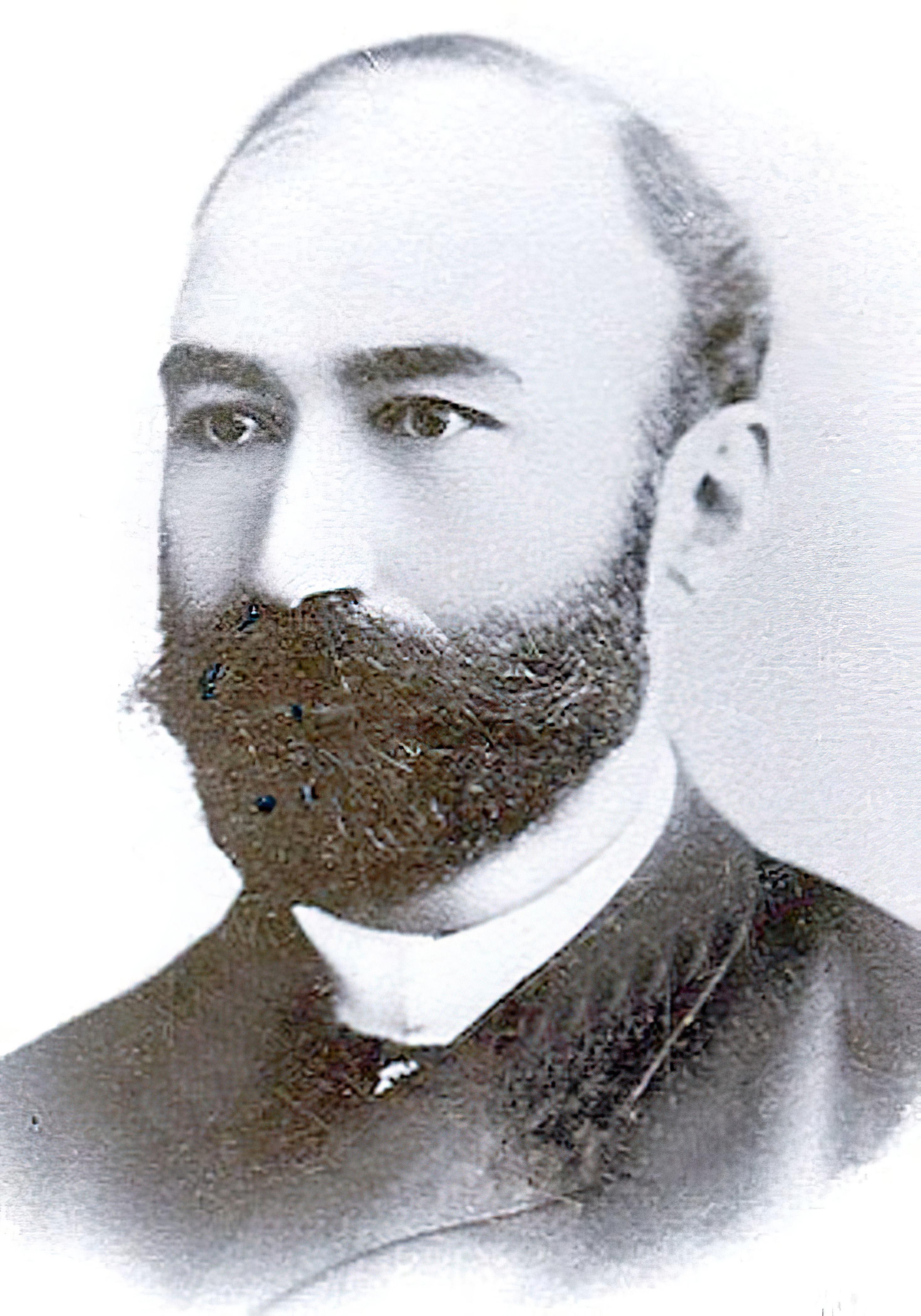
Makar Jekmaljan

Makar Jekmaljan (armenisch Մակար Եկմալյան, wiss. Transliteration Makar Ekmalyan; * 21. Januarjul. / 2. Februar 1856greg. in Wagharschapat, Armenien; † 6. Märzjul. / 19. März 1905greg. in Tiflis) war ein armenischer Komponist sakraler Musik und Musikpädagoge.
Makar Jekmaljan wurde 1856 in Wagharschapat in der armenischen Provinz Armawir als Sohn einer bäuerlichen Familie geboren. Nach seiner Schulzeit und Ausbildung begann er 1874 Gesang und Musiktheorie an der Akademie Geworkjan zu unterrichten. Von 1877 bis 1891 lebte er in Sankt Petersburg, wo er auch Direktor der Musikschule der armenischen Kirche war. 1891 ließ er sich in Tiflis nieder und unterrichtete am Geistlichen Seminar Nersesjan, wo er 1902 den Männerchor gründete. Zu seinen Schülern gehörten u. a. Asat Manukjan, Armen Tigranjan und Tigran Nalbandjan.
Pjotr Tschaikowski, Anton Rubinstein und Mili Balakirew spielten eine wichtige Rolle in seiner musikalischen Karriere. Seine Ausbildung in der Klasse von Nikolai Rimski-Korsakow hatte erheblichen Einfluss auf sein Werk. In der armenischen Musikgeschichte war Jekmaljan der Begründer der Genres Oratorium und Kantate, ferner spielte er eine wichtige Rolle bei der Gründung der Landesmusikschule. 1895 unterrichtete er Komitas Wardapet, den Begründer der modernen klassischen Musik Armeniens, in  Musiktheorie.
Das wichtigste Werk Jekmaljans als Komponist ist sein liturgisches Werk Patarag (Патараг) für Chor a cappella, erschienen 1892 in Leipzig, 1896 in Wien. Daneben schuf er etliche liturgische Kompositionen und machte sich einen Namen als Komponist von Volksliedern.
Im Jahr 1905 starb Jekmaljan auf dem Höhepunkt seines Schaffens an einer Geisteskrankheit.